# Háj ve Slezsku
Háj ve Slezsku település Csehországban, a Opavai járásban. Háj ve Slezsku Kravaře, Velká Polom, Dolní Benešov, Hrabyně, Mokré Lazce, Dobroslavice és Kozmice településekkel határos. Lakosainak száma 3245 fő (2024. január 1.).

## Népesség
A település lakosságának változását az alábbi diagram mutatja:
| Lakosok száma | 1649 | 1891 | 2657 | 2935 | 3368 | 3312 | 3278 | 3272 | 3212 | 3245 |
|               | 1869 | 1890 | 1921 | 1950 | 1980 | 2001 | 2017 | 2019 | 2022 | 2024 |